# إريك جونز
إريك جونز (بالإنجليزية: Erik Jones)‏ هو سائق سباق أمريكي، ولد في 30 مايو 1996 في بايرون في الولايات المتحدة.

## وصلات خارجية
- الموقع الرسمي
- إريك جونز على موقع Racing-Reference.info (الإنجليزية)
- إريك جونز على موقع DriverDB.com (الإنجليزية)